# Fountain Lake, Arkansas
Fountain Lake là một thị trấn thuộc quận Garland, tiểu bang Arkansas, Hoa Kỳ. Năm 2010, dân số của thị trấn này là 503 người.

## Dân số
- Dân số năm 2000: 409 người.
- Dân số năm 2010: 503 người.